# یواس‌اس داکوتای جنوبی (بی‌بی-۵۷)
یواس‌اس داکوتای جنوبی (بی‌بی-۵۷) (به انگلیسی: USS South Dakota (BB-57)) یک کشتی بود که طول آن ۶۸۰ فوت (۲۱۰ متر) بود. این کشتی در سال ۱۹۴۱ ساخته شد.